# Gnathophis ginanago
Gnathophis ginanago is een soort van de straalvinnige vissen uit de familie van de zeepalingen (Congridae). De wetenschappelijke naam van de soort is voor het eerst geldig gepubliceerd in 1958 door Asano.